# Komo (langue nilo-saharienne)
Pour les articles homonymes, voir Komo.
Ne doit pas être confondu avec Komo (langue bantoue).
Le komo (ou koma, gwami, gwama) est une langue nilo-saharienne de la branche des langues komanes parlée dans l'état du Nil bleu, au Soudan, ainsi que dans la région de Gambela en Éthiopie, 
les Komo nomment leur langue « go-kwom », qui signifie « gens de Komo ».

## Classification
Le komo est une langue nilo-saharienne classée dans la branche des langues komanes, parfois incluses, avec une autre langue, le gumuz, dans un ensemble dénommé « komuz ».

## Écriture
| a | b  | d | dd | e  | g | h  | i | ɨ | k | kk | l | m | n | o |
| p | pp | r | sh | ss | t | tt | u | ʉ | w | y  | z |   |   |   |

## Phonologie
Les tableaux présentent les voyelles et les consonnes du komo.

### Voyelles
|         | Antérieure | Centrale | Postérieure |
| ------- | ---------- | -------- | ----------- |
| Fermée  | i [i]      |          | u [u]       |
| Moyenne | e [e]      |          | o [o]       |
| Ouverte |            | a [a]    |             |

Les cinq voyelles peuvent être aussi longues.

### Consonnes
|              |              | Labiales | Alvéolaires | Latérales | Dorsales | Dorsales | Glottales |
| ------------ | ------------ | -------- | ----------- | --------- | -------- | -------- | --------- |
| Palatales    | Vélaires     | Labiales | Alvéolaires | Latérales |          |          | Glottales |
| Occlusives   | Sourde       | p [p]    | t [t]       |           |          | k [k]    | ʾ [ʔ]     |
| Occlusives   | Sonore       | b [b]    | d [d]       |           |          | g [g]    |           |
| Occlusives   | Implosive    | ɓ [ɓ]    | ɗ [ɗ]       |           |          |          |           |
| Occlusives   | Éjective     | p’ [p’]  | t’ [t’]     |           |          | k’ [k’]  |           |
| Fricative    | Sourde       |          | s [s]       |           | š [ʃ]    |          | h [h]     |
| Fricative    | Éjective     |          | s’ [s’]     |           |          |          |           |
| Nasale       | Nasale       | m [m]    | n [n]       |           |          |          |           |
| liquide      | liquide      |          | r [r]       | l [l]     |          |          |           |
| Semi-voyelle | Semi-voyelle | w [w]    |             |           | y [j]    |          |           |

### Une langue tonale
Le komo est langue tonale qui compte quatre tons, haut, moyen, normal et bas.

## Sources
- (en) Lionel Bender, « Proto-Koman Phonology and Lexicon », Afrika und Übersee, vol. 66,‎ 1983, p. 259-297
- (en) Manuel A. Otero, Notes from the Komo language Discover your Grammar Workshop, SIL Ethiopia, 2014 (lire en ligne)